# 吹田站 (JR西日本)

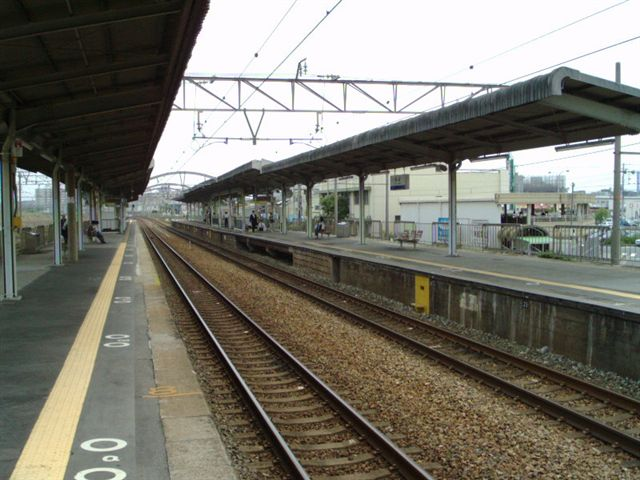
未設有跨站式站房的月台

吹田站（日语：／ Suita eki */?）是位於大阪府吹田市朝日町，西日本旅客鐵道（JR西日本）東海道本線（JR京都線）的車站。車站編號為JR-A44。
此站曾經是東海道本線貨物支線（梅田貨物線與北方貨物線）與片町線貨物支線（城東貨物線）的起終點（在登記上），實際貨物線的路軌是連接吹田號誌站（前：吹田操車場）。另外在吹田貨物總站啟用之際，實際上該3條貨物線的起點站也遷移，使此站成為東海道本線單獨車站。
此站在東海道本線京都分社管轄範圍中最西的車站。

## 歷史
- 1876年（明治9年）8月9日 - 官設鐵道高槻站至大阪站之間開業，此站啟用。當時為旅客、貨運車站。
- 1895年（明治28年）4月1日 - 制定路線名稱。成為東海道線車站（在1909年改名為東海道本線）。
- 1918年（大正7年）8月1日 - 以此站為分支點，前往神崎站（現時為尼崎站）方向的貨物支線（北方貨物線）開通。
- 1929年（昭和4年）3月15日 - 片町線貨物支線（城東貨物線）延伸至此站。
- 1934年（昭和9年）6月2日 - 上淀川臨時號誌站廢止，此站成為梅田站（日语：梅田駅 (JR貨物)）方向貨物支線（梅田貨物線）的分支車站。
- 1979年（昭和54年）
  - 8月1日 - 現時的中央出口車站大樓開始使用。
  - 10月 - 車站周邊再開發項目完成，包含車站大廈在內的商業設施「吹田Sankusu」開幕。
- 1984年（昭和59年）2月1日 - 此站的貨物起卸服務終止。但仍然設有朝日啤酒吹田工廠的專用線，繼續設有貨物運送服務。
- 1987年（昭和62年）4月1日 - 伴隨國鐵分割民營化，車站由西日本旅客鐵道（JR西日本）營運。
- 1988年（昭和63年）3月13日 - 制定路線別名「JR京都線」。
- 2002年（平成14年）7月29日 - 引入JR京都・神戶線運行管理系統（日语：アーバンネットワーク運行管理システム#JR京都・神戸線システム）。引入電子列車出發顯示牌。
- 2003年（平成15年）11月1日 - 此站可以使用IC卡ICOCA[1]。
- 2007年（平成19年）
  - 1月27日 - 升降機與電梯開始使用。
  - 3月18日 - 更新車站自動廣播（日语：駅自動放送）。
- 2012年（平成24年）4月 - 新設新大阪、大阪、三之宮方向折返的設備。
  - 10月8日 - 北方貨物線與城東貨物線的起點從此站改為吹田貨物總站（日语：吹田貨物ターミナル駅）[2]。
- 2013年（平成25年）3月16日 - 梅田貨物線的起點從此站改為吹田貨物物總站[3]。
- 2015年（平成27年）3月12日 - 引入進站音樂。
- 2018年（平成30年）3月17日 - 引入車站編號並開始使用。

## 車站構造

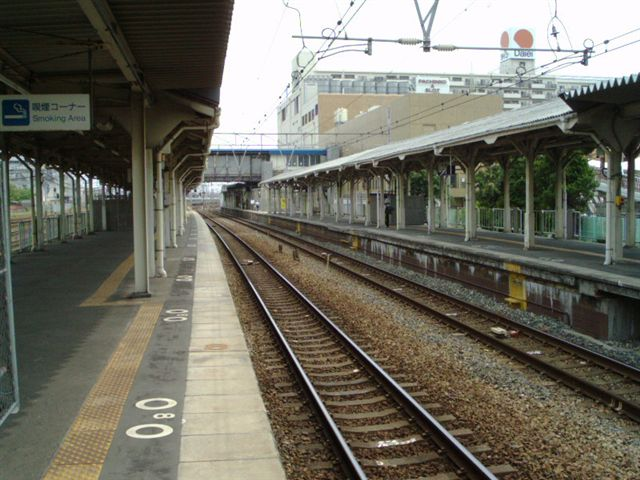
站內

車站為一座地面車站，設有2面4線的島式月台（不計算貨物線）。外側線的列車不會停車，因此外側的1、4號月台設有柵欄（但是，連接JR吹田工場的路軌與貨物路軌除外），列車只會在內側2、3號月台上下乘客。此外，部分柱和橫樑是木製的，以及至今仍然使用古老的月台上蓋。在東淀川方向設有兩渡線，在岸邊方向設有引上線以用作列車折返。車站設有場內、出發信號機。
吹田駅東出口與其閘口位於地底，設有Heart·in和神戶屋。月台與東出口閘口在此站北出口再開發後設有斜道連接。車站設有廁所。
此站為直營車站，由高槻站管理，與茨木站共同設有地區站站長，此站轄下管理岸邊站。此站可使用ICOCA與互相使用的IC卡。
在中央出口的車站大樓是以AEON吹田店（舊Daiei吹田店）核心商店的商業設施「吹田Sankusu」。由於建設升降機與電梯工程，此站近大阪的檔案在2005年秋季起的約1年2個月之間不可通行。在工程完成後，大阪一方與大阪站御堂筋出口一樣只有電梯。

### 月台配置
| 月台 | 路線     | 方向 | 軌道   | 目的地                             |
| ---- | -------- | ---- | ------ | ---------------------------------- |
| 1    | JR京都線 | 下行 | 外側線 | （只供通過列車使用，設有柵欄圍封） |
| 2    | JR京都線 | 下行 | 內側線 | 新大阪、大阪、三之宮方向           |
| 3    | JR京都線 | 上行 | 內側線 | 高槻、京都方向                     |
| 4    | JR京都線 | 上行 | 外側線 | （只供通過列車使用，設有柵欄圍封） |

- 以上的路線名是使用旅客資訊上的名稱（別名、愛稱）。

## 時間表
在日間時段中，每小時設有8班。在早上繁忙時段會較多班次。在早上6時時段，設有從此站出發往大阪方向首班車。
在國鐵時代1986年11月1日時間表修正以後，再沒有以此站為終點站的各站停車班次。在1995年9月1日時間表修正，設有3班（新大阪站至此站為不載客列車）從此站出發前往新三田的列車（塚本站通過），在1997年3月8日至1998年10月3日，改在高槻出發。在2011年3月12日時間表修正，再次設有於此站折返的各站停車班次。
在2011年3月12日時間表修正前，此站於京都一方的引上線設有「丹後探索者號列車」的不載客列車折返。一但發生事故使時間表發生混亂時，往京都方向的各站停車列車會臨時以此站為終點站，並多以此站折返。因此，列車上會設有往吹田的目的地牌。前述提及到於大阪站一方設有兩渡線，在時間表混亂時，快速列車會以新大阪站為終點站（新大阪站至此站之間為不載客列車），並於此站折返。

## 使用情況
2018年（平成30年）度1日平均上車人次為22,943人，在JR西日本站中僅次於博多站，排名第46位。
以下為近年1日平均上車人次列表：
| 年度               | 1日平均 上車人次 | 來源     |
| ------------------ | ---------------- | -------- |
| 1990年（平成02年） | 21,486           | [ * 1 ]  |
| 1991年（平成03年） | 21,702           | [ * 2 ]  |
| 1992年（平成04年） | 21,835           | [ * 3 ]  |
| 1993年（平成05年） | 21,768           | [ * 4 ]  |
| 1994年（平成06年） | 21,677           | [ * 5 ]  |
| 1995年（平成07年） | 22,332           | [ * 6 ]  |
| 1996年（平成08年） | 22,830           | [ * 7 ]  |
| 1997年（平成09年） | 22,902           | [ * 8 ]  |
| 1998年（平成10年） | 22,634           | [ * 9 ]  |
| 1999年（平成11年） | 22,501           | [ * 10 ] |
| 2000年（平成12年） | 22,584           | [ * 11 ] |
| 2001年（平成13年） | 22,698           | [ * 12 ] |
| 2002年（平成14年） | 22,580           | [ * 13 ] |
| 2003年（平成15年） | 22,630           | [ * 14 ] |
| 2004年（平成16年） | 22,448           | [ * 15 ] |
| 2005年（平成17年） | 22,300           | [ * 16 ] |
| 2006年（平成18年） | 22,303           | [ * 17 ] |
| 2007年（平成19年） | 22,145           | [ * 18 ] |
| 2008年（平成20年） | 22,165           | [ * 19 ] |
| 2009年（平成21年） | 21,682           | [ * 20 ] |
| 2010年（平成22年） | 21,497           | [ * 21 ] |
| 2011年（平成23年） | 21,405           | [ * 22 ] |
| 2012年（平成24年） | 21,359           | [ * 23 ] |
| 2013年（平成25年） | 21,702           | [ * 24 ] |
| 2014年（平成26年） | 21,809           | [ * 25 ] |
| 2015年（平成27年） | 22,430           | [ * 26 ] |
| 2016年（平成28年） | 22,657           | [ * 27 ] |
| 2017年（平成29年） | 22,972           | [ * 28 ] |
| 2018年（平成30年） | 22,943           |          |

## 車站周邊
- 大和大學（日语：大和大学）

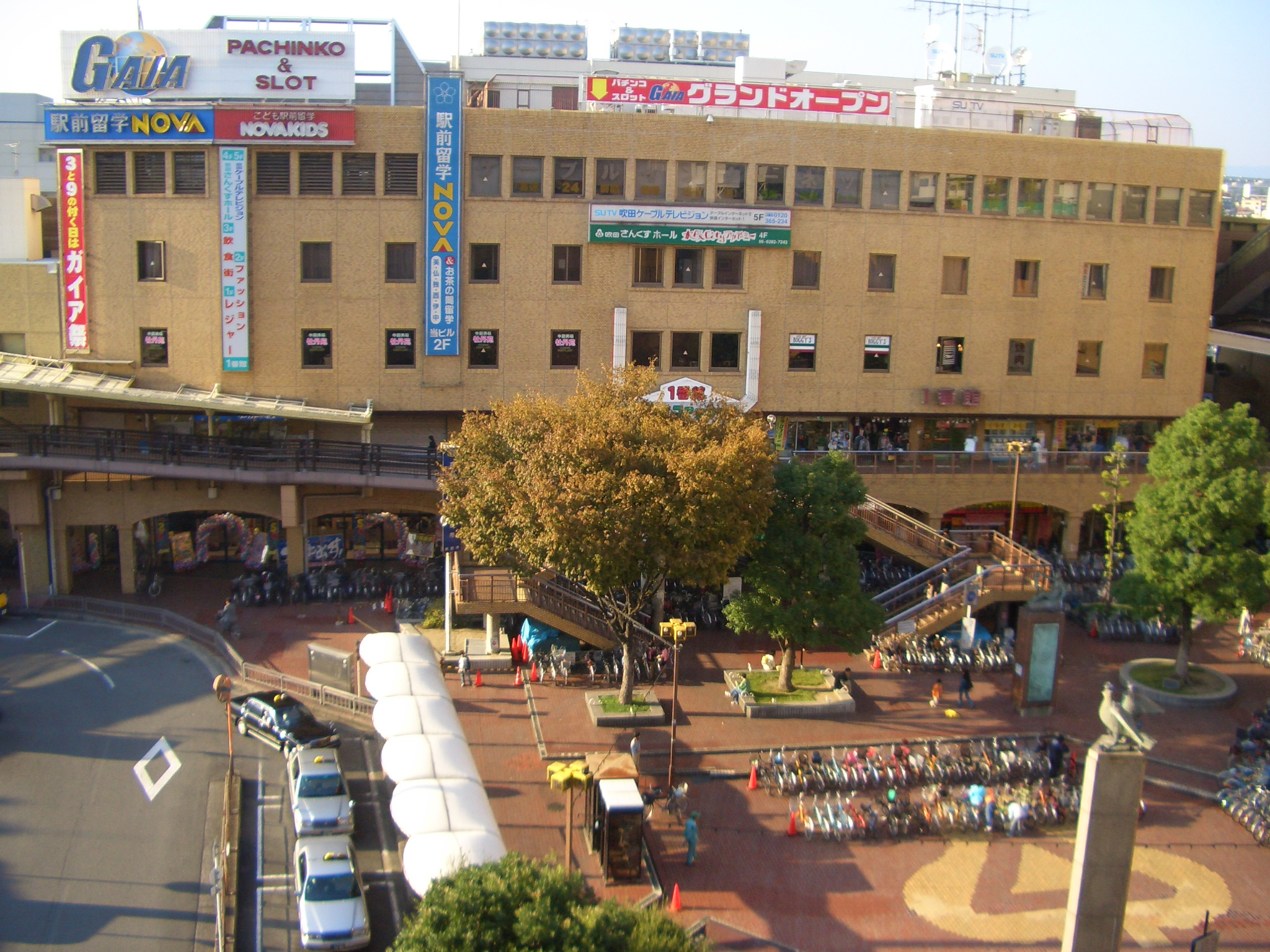
吹田Sankusu

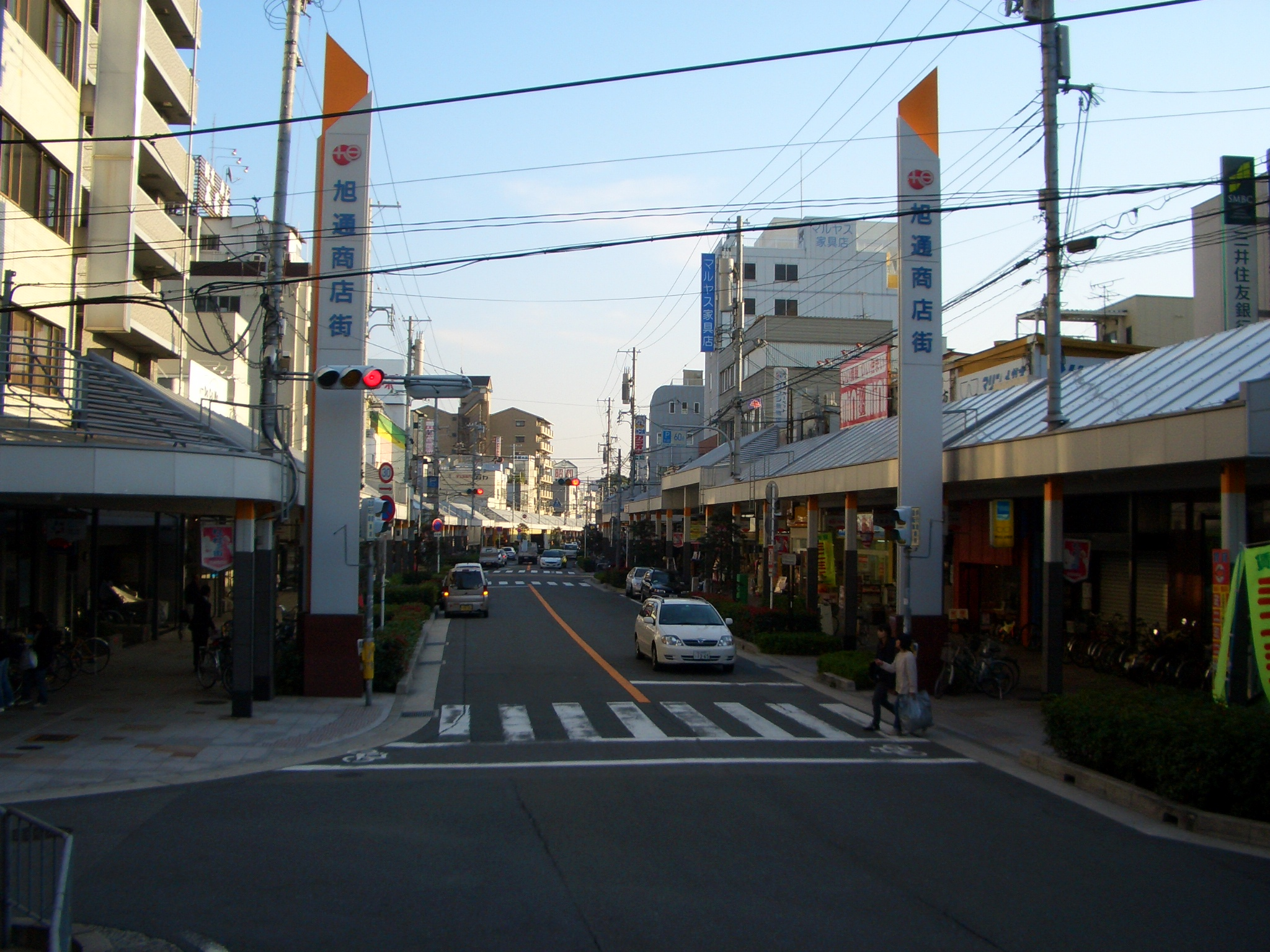
旭通商店街

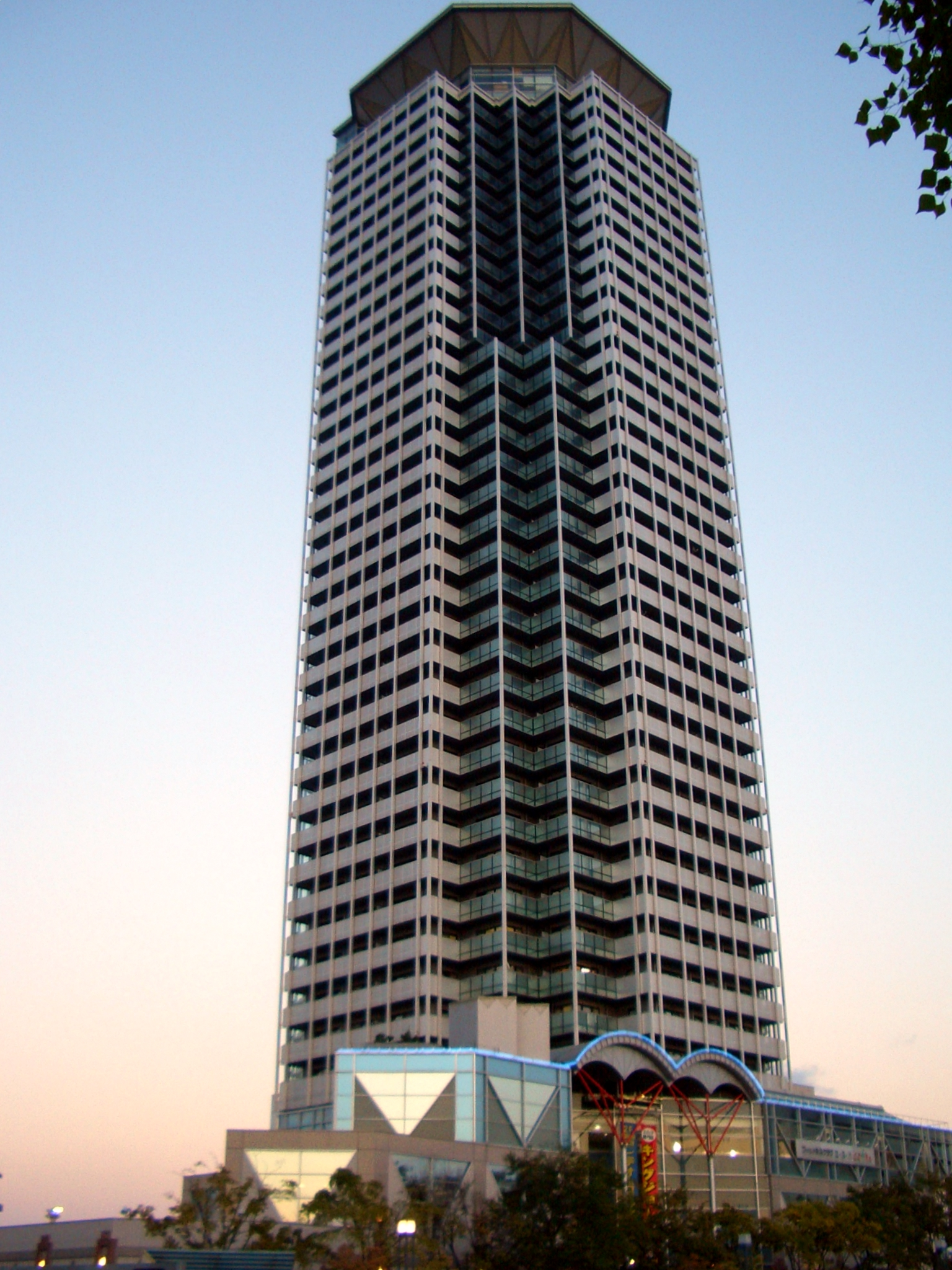
Melode吹田

- JR西日本吹田綜合車両所（日语：吹田総合車両所）
- JR西日本社員研修中心（日语：JR西日本社員研修センター）
- 朝日啤酒吹田工廠 - 朝日啤酒發源地。
- AEON - 吹田Sankusu的核心商鋪
- Melode吹田 - 在吹田站北邊再開發的高層大廈，樓高38層，於1996年完成。
- 吹田市立Sankusu圖書館（日语：吹田市立図書館）
- Sankusu堂
- 吹田有線電視（日语：吹田ケーブルテレビ） (SUTV)
- 吹田工人會館（室內泳池）
- 高城B遺蹟 - 古墳時代起至中世之間的村落遺蹟。
- 「旭通商店街」「新旭町通商店街」「錦通商店街」「榮通商店街」「中通商店街」「本通商店街」「千日通商店街」「新旭町通食品街」「片山商店街」
- 阪急電鐵千里線吹田站，兩站之間直線距離600米。吹田市民為了區別兩站，此站名為「JR吹田」，阪急電鐵吹田站「阪急吹田」。

此站距離JR大阪東線南吹田站（吹田市南吹田）約2公里。兩站之間設有阪急巴士巴士路線連接（參見下節）。

## 巴士路線

### 中央出口（JR吹田巴士站）
- 阪急巴士（日语：阪急バス）
  - 1號月台
    - 10系統 往桃山台站前（經大曾根、JR岸邊南出口、七尾西、亥子谷、南千里。設有班次以JR岸邊南出口為終站）

  - 2號月台
    - 2系統 往桃山台站前（經吹田市政廳前（阪急吹田）、JR吹田北出口、片山小學前（日语：吹田市立片山小学校）、上山手町、亥子谷、南千里。設有班次以亥子谷為終站）
    - 3系統 往桃山台站前（經吹田市政廳前（阪急吹田）、吹高（日语：大阪府立吹田高等学校）口、亥子谷、南千里）
    - 4系統 往千里中央（經吹田市政廳前（阪急吹田）、JR吹田北出口、片山小學前、原町二丁目、亥子谷、新小川、阪急山田）
    - 12系統 往千里中央（經吹田市政廳前（阪急吹田）、吹高口、JR岸邊北口、七尾、下山田、山田樫切山、新小川、阪急山田。設有班次以阪急山田為終站）
    - 13系統 往JR吹田北口（循環線）（經吹田市政廳前（阪急吹田）、JR吹田北出口、片山小學前、上山手町、竹谷、原町二丁目）
    - 19系統 往JR吹田北口（經吹田市政廳前（阪急吹田）、吹高口、上山手町、片山小學前）
    - 19系統 往吹田高校方向（循環線）（經吹田市政廳前（阪急吹田）、JR吹田北出口、片山小學前、上山手町。於星期六、假日只有1班。）
    - 20系統 往五月丘南方向（循環線）（經吹田市政廳前（阪急吹田）、JR吹田北崔口、片山小學前、上山手町、竹谷）

  - 3號月台
    - 31系統 往攝津接觸之里（經阪急相川、大金工業前、南攝津站、鳥飼八防、上鳥飼。設有班次以大金工業前或上鳥飼為終站）

  - 4號月台
    - 85系統 往阪急曾根（經吹田簡易裁判所（日语：大阪地方裁判所）、JR南吹田、江坂站前、服部。設有班次以江坂站前為終站）

  - 5號月台
    - 10系統 往吹田營業所（日语：阪急バス吹田営業所）前（經吹田市政廳前（阪急吹田））
    - 86系統 往阪急曾根（經吹田市政廳前（阪急吹田）、阪急豐津、江坂站前、服部）
    - 84系統 往江坂站前→廣芝公園前方向（循環線）（經吹田市政廳前（阪急吹田）、阪急豐津、大池）
- 京阪巴士（日语：京阪バス）
  - 6號月台
    - 9A號 往攝南大學（經上新庄站北出口、豐里、京阪守口市站、八番、大日站。設有班次以京阪守口市站為終站）

當初與只在繁忙時間運行的9號（上新庄站前至京阪守口市站）整合並延長路線，並在日間運行。
- 過去的路線

在過去，曾設有國鐵巴士、近鐵巴士、阪急巴士路線前往國鐵八尾站（國鐵巴士末期改為松下廚具前），京阪巴士前往京阪門真市站或近鐵八戸之里站（參見吹田八尾線）。近鐵巴士現時仍設有部分巴士行走吹田市區，但是沒有路線駛入JR吹田站範圍。

### 東出口（JR吹田北出口巴士站）
- 阪急巴士
  - 1號月台
    - 2系統 往桃山台站前（經片山小學前、上山手町、亥子谷、南千里）（設有班次以亥子谷為終站）
    - 6系統 往阪急千里山（經片山小學前、上山手町）
    - 13系統 往JR吹田北出口（循環線）（經片山小學前、上山手町、竹谷、原町二丁目、片山小學前）
    - 19系統 往JR吹田（經片山小學前、上山手町、竹谷、吹高口、吹田市政廳前（阪急吹田））
    - 20系統 往五月丘南方向（循環線）（經片山小學前、上山手町、竹谷）
    - 21系統 往萬博紀念公園站（經片山小學前、上山手町、亥子谷、新小川、山田樫切山）（只於星期六及假日服務）

  - 2號月台
    - 4系統 往千里中央（經片山小學前、原町二丁目、亥子谷、新小川、阪急山田）
    - 5系統 往桃山台站前（經片山小學前、原町二丁目、亥子谷、南千里）

  - 3號月台
    - 2、4、19、20系統 往JR吹田（經吹田市政廳（阪急吹田））
- 隨著2018年12月吹田市民醫院遷移，（吹田）市民醫院巴士站廢止，市民醫院前巴士站改名為片山小學前[5]。

## 相鄰車站
西日本旅客鐵道
 JR京都線（東海道本線）
■新快速、■快速
通過
■普通
岸邊（JR-A43）－吹田（JR-A44）－東淀川（JR-A45）
- 此站與岸邊站之間設有吹田貨物總站（貨運車站），該處只有貨物路軌，沒有路軌連接此站的旅客路軌。

### 使用情況
1. ↑  大阪府統計年鑑 （页面存档备份，存于） - 大阪府
2. ↑  吹田市統計書 （页面存档备份，存于） - 吹田市

JR西日本
1. 1 2   (PDF).   [2019-09-26]. （原始内容存档 (PDF)于2019-09-26）.
2. ↑   (PDF).   [2019-09-26]. （原始内容存档 (PDF)于2019-05-31）.

大阪府統計年鑑
1. ↑  大阪府統計年鑑（平成3年）PDF
2. ↑  大阪府統計年鑑（平成4年）PDF
3. ↑  大阪府統計年鑑（平成5年）PDF
4. ↑  大阪府統計年鑑（平成6年）PDF
5. ↑  大阪府統計年鑑（平成7年）PDF
6. ↑  大阪府統計年鑑（平成8年）PDF
7. ↑  大阪府統計年鑑（平成9年）PDF
8. ↑  大阪府統計年鑑（平成10年）PDF
9. ↑  大阪府統計年鑑（平成11年）PDF
10. ↑  大阪府統計年鑑（平成12年）PDF
11. ↑  大阪府統計年鑑（平成13年）PDF
12. ↑  大阪府統計年鑑（平成14年）PDF
13. ↑  大阪府統計年鑑（平成15年）PDF
14. ↑  大阪府統計年鑑（平成16年）PDF
15. ↑  大阪府統計年鑑（平成17年）PDF
16. ↑  大阪府統計年鑑（平成18年）PDF
17. ↑  大阪府統計年鑑（平成19年）PDF
18. ↑  大阪府統計年鑑（平成20年）PDF
19. ↑  大阪府統計年鑑（平成21年）PDF
20. ↑  大阪府統計年鑑（平成22年）PDF
21. ↑  大阪府統計年鑑（平成23年）PDF
22. ↑  大阪府統計年鑑（平成24年）PDF
23. ↑  大阪府統計年鑑（平成25年）PDF
24. ↑  大阪府統計年鑑（平成26年）PDF
25. ↑  大阪府統計年鑑（平成27年）PDF
26. ↑  大阪府統計年鑑（平成28年）PDF
27. ↑  大阪府統計年鑑（平成29年）PDF
28. ↑  大阪府統計年鑑（平成30年）PDF

## 外部連結
- 吹田｜車站資訊：JR出門網 - 西日本旅客鐵道